# 도미오쿠촌
도미오쿠촌(富奥村)은 이시카와현 이시카와군에 설치되었던 촌이다. 현재의 노노이치시에 해당한다.